# Tipula (Trichotipula) puncticollis
Tipula (Trichotipula) puncticollis is een tweevleugelige uit de familie langpootmuggen (Tipulidae). De soort komt voor in het Nearctisch gebied.